# بنطال الرياح
بنطال الرياح أو بالإنجليزية (Windpants) هو مجموعة متنوعة من الملابس الرياضية (سراويل) الخفيفة التي تستعمل للراحة والاسترخاء، أو حتى السباحة.